# Richard Anschütz
Richard Anschütz (Darmstadt, 1852. március 10. – Darmstadt, 1937. január 8.) német kémikus, egyetemi tanár.

## Élete
1870-től természettudományokat, elsősorban kémiát tanult Darmstadtban, Heidelbergben és Tübingenben. Doktorátusát 1874-ben Tübingenben szerezte. 1875-ben Bonnban August Kekulé asszisztense lett, 1878-ban habilitált (Über Phenanthren und ein Gesetz der Pyrokondensation). A szerves kémia professzora, Otto Wallach 1889-es távozása után az egyetem laboratóriumának igazgatója lett. 1887-ben a Leopoldina Német Természettudományos Akadémia tagjává választották. Kekulé 1896-os halála után ő lett az utóda a Bonni Egyetemen (1898. április 1-től). 1922-es nyugdíjba vonulásáig az intézet kémiaprofesszora volt. 1915 és 1916 közt az egyetem rektora volt. Pályafutása alatt száz doktoranduszt irányított. Lehrbuch der organischen Chemie című, V. Richterrel közösen szerkesztett könyve sok éven át a szerves kémia egyik legfontosabb tankönyve volt. Fia, Ludwig Anschütz (1889-1954) a brünni Német Műszaki Egyetem szerves kémia-professzora volt.

## Tudományos munkássága
Kekulével együtt a telítetlen karbonsavakkal, a fumársavval és a maleinsavval foglalkozott.

## Válogatott munkái
- August Kekulé. Band 1: Leben und Wirken. Verlag Chemie, Berlin, 1929
- August Kekulé. Band 2: Abhandlungen, Berichte, Kritiken, Artikel, Reden. Verlag Chemie, Berlin, 1929
- Die Bedeutung der Chemie für den Weltkrieg. Cohen, Bonn, 1915

## Fordítás
- Ez a szócikk részben vagy egészben  a   Richard Anschütz című német Wikipédia-szócikk ezen változatának fordításán alapul.  Az eredeti cikk szerkesztőit annak laptörténete sorolja fel. Ez a jelzés csupán a megfogalmazás eredetét és a szerzői jogokat jelzi, nem szolgál a cikkben szereplő információk forrásmegjelöléseként.